# روغنوئیه
روغنوئیه، روستایی است از توابع بخش ماهان شهرستان کرمان در استان کرمان ایران.

## جمعیت
این روستا در دهستان ماهان  قرار داشته و براساس آخرین سرشماری مرکز آمار ایران که در سال ۱۳۸۵ صورت گرفته، جمعیت آن  ۱۷نفر (۶خانوار) بوده‌است.